# Додекододекаэдр
Додекододекаэдр — однородный звёздчатый многогранник, имеющий номер U36.

## Построение Витхоффа
Многогранник имеет четыре построения Витхоффа из четырёх семейств треугольников Шварца: 2 | 5 5/2, 2 | 5 5/3, 2 | 5/2 5/4, 2 | 5/3 5/4, которые дают одинаковые результаты. Таким же образом ему можно задать четыре расширенных символа Шлефли: t1{5/2,5}, t1{5/3,5}, t1{5/2,5/4} и t1{5/3,5/4}, а также ему соответствуют четыре диаграммы Коксетера — Дынкина: , ,  и .

## Развёртка
Форму с тем же внешним видом, что и у додекододекаэдра, можно построить из этих развёрток:
Нужно 12 пятиугольных звёзд и 20 ромбических групп. Однако это построение заменяет пересекающиеся пятиугольные грани додекододекаэдра на набор непересекающихся ромбов, что не соответствует той же самой внутренней структуре.

## Связанные многогранники
Выпуклой оболочкой многогранника является икосододекаэдр. У него то же самое расположение рёбер, что и у малого додекогемикосаэдра (они имеют общие пентаграммные грани), и у большого додекогемикосаэдра (они имеют общие пятиугольные грани).
| Додекододекаэдр           | Малый додекогемикосаэдр            |
| Большой додекогемикосаэдр | Икосододекаэдр (Выпуклая оболочка) |

Этот многогранник можно считать полным усечением большого додекаэдра. Он находится посреди последовательности усечений от малого звёздчатого додекаэдра к большому додекаэдру.
Усечённый малый звёздчатый додекаэдр выглядит как додекаэдр по поверхности, но имеет 24 грани — 12 пятиугольников от усечения вершин и 12 перекрывающих их пятиугольников, полученных усечением пентаграмм. Усечение самого додекододекаэдра не является однородным и попытка сделать его однородным приводит к вырожденному многограннику (который выглядит как малый ромбододекаэдр), но он имеет однородное квазиусечение, которое не совсем правильно называют усечённым додекододекаэдром (следовало бы назвать квазиусечённым додекододекаэдром).
| Название                      | Малый звёздчатый додекаэдр              | Усечённый малый звёздчатый додекаэдр      | Додекододекаэдр                         | Усечённый большой додекаэдр               | Большой додекаэдр                       |
| ----------------------------- | --------------------------------------- | ----------------------------------------- | --------------------------------------- | ----------------------------------------- | --------------------------------------- |
| Диаграммы Коксетера — Дынкина | node · 5 · node · 5 · rat · d2 · node_1 | node · 5 · node_1 · 5 · rat · d2 · node_1 | node · 5 · node_1 · 5 · rat · d2 · node | node_1 · 5 · node_1 · 5 · rat · d2 · node | node_1 · 5 · node · 5 · rat · d2 · node |
| Рисунок                       |                                         |                                           |                                         |                                           |                                         |

Многогранник топологически эквивалентен факторпространству гиперболической пятиугольной мозаики 4-го порядка по деформации пентаграмм обратно в правильные пятиугольники. Таким образом, он является, топологически, правильным многогранником с индексом 2:
Цвета на этом рисунке соответствуют цветам красных пентаграмм и жёлтых пятиугольников додекаэдра в начале статьи.

### Средний Ромботриаконтаэдр
Средний ромботриаконтаэдр — невыпуклый изоэдрический многогранник. Он является двойственным додекододекаэдру и имеет 30 пересекающихся ромбических граней.
Его можно также назвать малым звёздчатым тридцатигранником.

#### Звёздчатые формы
Средний ромботриаконтаэдр является звёздчатой формой ромботриаконтаэдра. Выпуклой оболочкой среднего ромботриаконтаэдра является икосаэдр.

#### Связанные гиперболические мозаики
Многогранник топологически эквивалентен факторпространству гиперболической квадратной мозаики 5-го порядка по деформации ромбов в квадраты. Следовательно, он топологически является правильным многогранником с индексом 2:
Заметим, что квадратная мозаика 5-го порядка двойственна пятиугольной мозаике 4-го порядка и факторпространство пятиугольной мозаики 4-го порядка топологически эквивалентно двойственному многограннику для среднего ромботриаконтаэдра, додекододекаэдру.